# Zaydanididerna

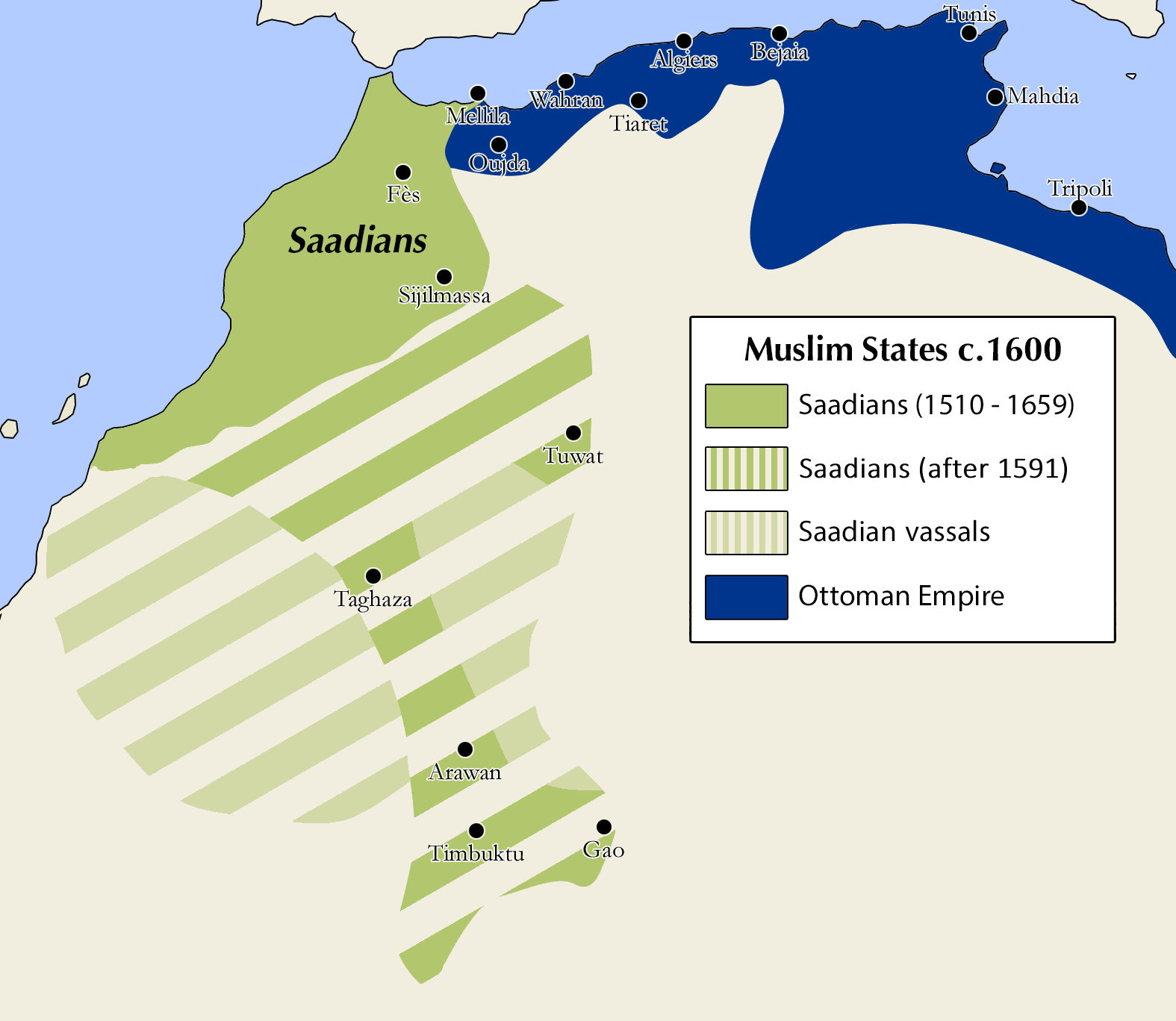
Zaydanididerna

Zaydanididerna, även kallad Saadierna, var en sunnimuslimsk berbisk dynasti som regerade i nuvarande Marocko, då kallat 
Saadisultanatet eller Sharifiansultanatet, mellan 1510 och 1659. 
De efterträdde Wattasiderna (1472–1554) och efterträddes av Alaouitedynastin, som sedan dess regerat Marocko. 